# Jan II. (opat)
Jan II. (opat) OPraem. byl římskokatolický kněz, premonstrátský kanovník a v letech 1549–1558 opat kanonie v Zábrdovicích.
Opatem v Zábrdovicích byl devět let. Během této doby vrátil císař Ferdinand I. patronát nad klášterem od tzv. klášterních ochránců zpět královské komoře. Na klášter se však proto začalo pohlížet jako na přímý králův majetek krále. Ferdinand I. pak začal vymáhat po opatovi legálně vymáhat půjčky na válečná tažení. Tento stav trval i v závěru 16. století a klášter musel proto zastavovat další statky.